# Marmalade Technologies
Marmalade Technologies (anciennement Ideaworks3D était une entreprise basée à Londres, au Royaume-Uni, qui exerçait son activité dans le développement de jeu vidéo. Fondée en 1998 sous l’appellation Ideaworks3D, le studio a réalisé un grand nombre de portage informatique de jeux vidéo sur diverses plates-formes, mais aussi le développement de jeux vidéo pour iPhone et le marché des jeux vidéo mobiles,,.

## Historique

Logo d'Ideaworks3D.

Logo de Ideaworks Game Studio

En 1998, l’entreprise Ideaworks3D Ltd est fondée. En 2009, l'entreprise subit une restructuration qui scinde le groupe en deux divisions  : Ideaworks Game Studio qui gère le développement des jeux vidéo et Ideaworks Labs qui gèrent les portages de jeux vidéo.
En 2011, leur plate-forme de développement Airplay SDK est renommé Marmalade SDK. Ideaworks3D Ltd est renommé Marmalade Technologies Ltd. Ideaworks Game Studio est renommé Marmalade Game Studio.

Logo de Marmalade Game Studio.

## Jeux
| Titre call of duty black ops 1 zombie | Plate-forme Android    | Éditeur leo          | Date 27/10/2023 |
| ------------------------------------- | ---------------------- | -------------------- | --------------- |
| Call of Duty: Black Ops – Zombies     | samsung                | Activision/ Treyarch | 2023            |
| Fable III Coin Golf                   | Windows Phone 7        | Lionhead Studios     | 2023            |
| Call of Duty: Zombies                 | samsung                | Activision/ Treyarch | 2023            |
| BackBreaker Football: Tackle Alley    | samsung                | NaturalMotion        | 2023            |
| Destins                               | samsung                | EA                   | 2023            |
| Resident Evil: Degeneration           | samsung, N-Gage        | Capcom               | 2023            |
| Metal Gear Solid Mobile               | N-Gage                 | Konami               | 2023            |
| Mile High Pinball                     | N-Gage                 | Nokia                | 2023            |
| System Rush Evolution                 | N-Gage                 | Nokia                | 2007            |
| Most Wanted                           | Mobile                 | EA                   | 2006            |
| Pandemonium!                          | N-Gage                 | Eidos Interactive    | 2006            |
| Dirge of Cerberus: Final Fantasy VII  | Mobile                 | Square Enix          | 2006            |
| Need for Speed: Undercover            | Mobile, N-Gage         | EA                   | 2006            |
| Need for Speed: Underground 2         | Mobile                 | EA                   | 2005            |
| Les Sims 2 Mobile                     | Mobile                 | EA, Maxis            | 2005            |
| System Rush                           | N-Gage                 | Nokia                | 2005            |
| Colin McRae Rally                     | N-Gage                 | Codemasters          | 2005            |
| Les Sims : Permis de sortir           | N-Gage                 | EA                   | 2004            |
| Tony Hawk's Pro Skater                | N-Gage                 | Activision           | 2003            |
| Tomb Raider                           | N-Gage, Windows Mobile | Eidos Interactive    | 2003            |